# Kennedy (Minnesota)
Kennedy è un comune degli Stati Uniti d'America, situato nello Stato del Minnesota, nella Contea di Kittson.